# Deposito ATM Molino
Il deposito ATM Molino è un deposito di autobus dell'Azienda Trasporti Milanesi.

## Storia
Nella seconda metà degli anni venti del XX secolo la Società Trazione Elettrica Lombarda diede avvio ad un vasto programma di elettrificazione delle tranvie interurbane milanesi.
Fra il 1928 e il 1931 fu elettrificato il complesso di linee dette "tranvie dell'Adda": nell'ambito di tale programma, nel 1929 venne abbandonata la vecchia stazione-deposito sita a Milano in viale Montenero, e il capolinea fu spostato prima a Porta Venezia e in seguito (1931) in via Benedetto Marcello.
Con l'abbandono della stazione-deposito originaria, le funzioni di deposito passarono ad un nuovo impianto, denominato "Molino" o "Molino Nuovo", e sito in via Padova 112, immediatamente oltre la cintura ferroviaria; il nuovo deposito fu inaugurato il 24 maggio 1929, contemporaneamente all'attivazione della trazione elettrica sulla linea per Vimercate.
La nuova struttura si estendeva su un'area di 23840 m², di cui 23 600 recintati e 3 810 coperti; il binario aveva uno sviluppo totale di 2850 m.
Secondo una statistica del 19 gennaio 1957, vi erano ospitati 19 elettromotrici, 31 rimorchiate e 8 carri.
In conseguenza della costruzione delle "linee celeri dell'Adda", il 16 maggio 1960 fu soppresso l'esercizio tranviario lungo via Padova (deviato sulla parallela via Palmanova), e pertanto il deposito Molino fu trasformato in deposito automobilistico; le vetture tranviarie presenti furono ricoverate nei depositi di Leoncavallo e Gorgonzola.